# Liberty Tower (Dayton)
La Liberty Tower es un edificio de oficinas de gran altura en la ciudad de Dayton, en el estado de Ohio (Estados Unidos). La torre de 90 m fue diseñada por el estudio de arquitectura de Dayton de Schenck & Williams. Se llama Liberty Tower en honor a Liberty Savings Bank. Actualmente, alberga una sucursal de la empresa First Financial Bank, que ha comprado varias ubicaciones de Liberty Savings Bank.

## Historia
Liberty Tower, anteriormente conocido como Mutual Home Savings Association Building, fue el edificio más alto de Dayton entre 1931 y 1969. Perteneció a los dueños del Indianapolis Motor Speedway, la familia Hulman de Terre Haute, en el estado de Indiana. En 1982, Liberty Tower se incluyó en el Registro Nacional de Lugares Históricos.